# Limone Piemonte
Limone Piemonte (piemontiul: Lèis) település Olaszországban, Piemont régióban, Cuneo megyében. Lakosainak száma 1351 fő (2023. január 1.). Limone Piemonte Briga Alta, Entracque, Robilante, Borgo San Dalmazzo, Vernante, Roccavione, La Brigue, Tende, Boves, Chiusa di Pesio és Peveragno községekkel határos.

## Népesség
A település lakossága az elmúlt években az alábbi módon változott:
| Lakosok száma | 1469 | 1466 | 1351 |
|               | 2017 | 2018 | 2023 |